# Marco Senise
Marco Senise (Roma, 4 marzo 1964) è un conduttore televisivo italiano.
La sua immagine è legata prevalentemente alla trasmissione del mezzogiorno di Canale 5 Forum, alla quale ha partecipato per quindici anni dal 1998 al 2013.

## Biografia
Nel 1993 esordisce nel mondo dello spettacolo, recitando una piccola parte nella telenovela Micaela, e partecipa come inviato alla trasmissione-contenitore Buona giornata, condotta da Patrizia Rossetti su Rete 4. Nel 1994 collabora con la rete locale lombarda Telelombardia nell'ambito delle manifestazioni per la lotta contro il cancro.
Negli anni 1995 - 1997 conduce sull'emittente locale T9 il programma Pandora e le selezioni annuali di Miss Italia, sempre nel 1997.
A partire dalla stagione 1998 fa parte del cast di Forum, affiancando dapprima Paola Perego  e poi, dal 2003, Rita dalla Chiesa; dal 2006, sempre su Rete 4, partecipa anche allo spin off Sessione pomeridiana - Il tribunale di Forum, esperienza terminata nel giugno 2012. Da gennaio 2008 la parte mattutina viene trasferita su Canale 5 e di conseguenza vengono tutti promossi nel mezzogiorno della rete ammiraglia Mediaset.
Nell'estate 2001 ha condotto "Portici d'estate a Martina Franca", insieme a Roberta Capua, mentre l'estate successiva ha presentato "Moda e spettacolo in tour 2002".
L'estate del 2003 è stato conduttore della serata dedicata all'elezione di "Miss Roma".
Dopo quindici anni, nell'agosto 2013, alla prima riunione per la nuova edizione di Forum senza Rita dalla Chiesa è costretto insieme a Fabrizio Bracconeri a lasciare la conduzione del programma.
Nel dicembre 2014 passa ad Agon Channel per condurre Chance e A fior di pelle al posto di Antonio Mezzancella.

## Televisione
- Pandora (T9, 1995-1997)
- Buona giornata (Rete 4, 1996-1998) Inviato
- Forum  (Rete 4 1998-2007, Canale 5 2008-2013)
- Sessione pomeridiana il Tribunale di Forum (Rete 4, 2006-2012)
- Forum-Famiglie (Canale 5, 2011)
- I Cesaroni – serie TV, episodio 5x16 (Canale 5, 2012) - cameo
- Chance (Agon Channel, 2014-2015)
- A fior di pelle (Agon Channel, 2015)
- A casa nostra (Agon Channel, 2015)
- Miss Europe Continental (Fashion TV, 2017)
- L'isola dei famosi 16 (Canale 5, 2022) - concorrente